# Technomyrmex zumpti
Technomyrmex zumpti är en myrart som beskrevs av Santschi 1937. Technomyrmex zumpti ingår i släktet Technomyrmex och familjen myror. Inga underarter finns listade i Catalogue of Life.